# Skema Business School
 ({{{date}}}).
SKEMA Business School (School of Knowledge Economy and Management) est une grande école privée de commerce et de gestion reconnue par l’État issue de la fusion des anciennes écoles ESC Lille et CERAM Business School (Sophia Antipolis) en 2009.

## Historique
L'école naît en 2009 de la fusion entre le CERAM Business School et l'ESC Lille sous la forme d'association à but non lucratif.
En 2022, la HATVP interdit à Frédérique Vidal de travailler pour l'école car, en tant que ministre, elle avait augmenté de 20 % les subventions de l'école en 2021,.

## Campus
En 2009, l'école installe un campus à Suzhou. Puis en 2011, l'école ouvre de nouveaux locaux aux États-Unis, à Raleigh (Caroline du Nord). L'année suivante, en 2012, elle s’installe à Paris La Défense, au sein du pôle Léonard de Vinci, faisant office de troisième implantation hexagonale. En 2015, SKEMA annonce l'ouverture d'un campus au Brésil à Belo Horizonte.
En 2021, l'école quitte son campus de La Défense pour un campus de 30 000 m2 à Suresnes, situé dans d'anciens locaux d’Airbus,. En 2024, il apparait qu'un nouveau campus est ouvert dans l'état fédéral des Émirats arabes unis, précisément à Dubaï, au même titre que d'autres grandes écoles de commerce françaises.

## Diplômes
L'institution dispense plusieurs formations, notamment un parcours « Programme Grande École », proposé aux étudiants sortant des classes préparatoires (CPGE). Cette formation conduit à l'obtention d'un diplôme d'établissement visé  qui donne le grade de master.

## Classement
En 2024, l'école est classée 7e selon Challenges. En 2023, l'école était classée 6e au classement SIGEM 2023 et 6e dans le classement des écoles de commerce françaises du Figaro. En 2025, elle était classée 4e à égalité avec l'EDHEC et Em Lyon Business School dans le classement du Parisien Etudiant.

## Anciennes étudiantes ou anciens étudiants
- Mathilde Thomas, cofondatrice de Caudalie[19]
- Benjamin Ferré, skipper français[20]
- Jean-Philippe Courtois, président de société[21]
- Romain Cannone, épéiste français[22]
- Mehdi Maïzi, journaliste et écrivain[23]
- Duplex Éric Kamgang, entrepreneur[24]
- Jean-Claude Blanc, CEO de Ineos Sport[25]
- Mickael Youn, comédien[26]